# Jesienna miłość
Jesienna miłość (ang. A walk to remember) – powieść autorstwa Nicholasa Sparksa z 1999 roku, w tym samym roku została wydana w Polsce. W 2002 roku została zekranizowana pod tytułem Szkoła uczuć (A walk to remember).
Książka od 12 roku życia.

## Opis fabuły
Jest rok 1958. Siedemnastoletni chłopiec, Landon Carter, uczy się w ostatniej klasie szkoły średniej w małym miasteczku w Karolinie Północnej. Jego ojciec pragnie, by Landon poszedł na studia na jak najlepszy uniwersytet, jednak siedemnastolatek nie myśli o przyszłości, razem z przyjaciółmi prowadzi beztroskie życie. Tymczasem zbliża się doroczny bal, Landon musi się na nim pojawić, ponieważ jest przewodniczącym samorządu uczniowskiego, ale nie ma z kim pójść. Wszystkie dziewczyny były już zaproszone, oprócz jednej – Jamie Sullivan. Była to dziewczyna całkiem inna niż Landon, jej ojciec był pastorem, a matka zmarła przy porodzie, zostawiając biblię, którą Jamie zawsze nosiła ze sobą. Na przerwach, gdy wszyscy uczniowie beztrosko się bawili, Jamie siadała w kącie i czytała Pismo Święte; nie chodziła na prywatki, pomagała ludziom i często odwiedzała dzieci w sierocińcu. Landon nie miał wyjścia, zaprosił Jamie. Ich znajomość nie kończy się jednak na balu, spotykają się na lekcjach dramatu i spędzają ze sobą coraz więcej czasu, ale oboje boją się przyznać, że są zakochani. Dopiero po wystawieniu bożonarodzeniowej sztuki wyznają sobie miłość, ale Jamie ukrywa pewien sekret, który całkowicie zmieni ich życie.

## Bohaterowie
- Landon Carter
- Jamie Sullivan
- Hegbert Sullivan – pastor, ojciec Jamie
- Eric Hunter – najlepszy przyjaciel Landona
- panna Garber – nauczycielka dramatu
- Margaret – dziewczyna Erica
- Angela – była dziewczyna Landona